# Дитрих Фишер Дискау
Дитрих Фишер Дискау (Берлин, 28. мај 1925 — Берг, 18. мај 2012) био је немачки лирски баритон и диригент класичне музике, један од најпознатијих извођача Liedа. Најпознатији је као певач Франца Шубертовог Liedа, посебно Winterreise, са корепетиторима Џералдом Муром и Јергом Демусом и данас критички хваљени, после пола века након објављивања.
Музиколог Алан Блајт тврдио је да ниједан певач у то време, или ниједан други, није успео да постигне оно што је Дискау. Опера, Liedа и ораторијум на немачком, италијанском или енглеском језику њему су слични, али он је сваком донео прецизност и индивидуалност које су одговарале његовом проницљивом увиду у идиом. Поред тога, снимао је на француском, руском, хебрејском, латинском и мађарском језику. Описан је као „један од највиших вокалних уметника 20. века” и „најутицајнији певач 20. века”.
Classic CD га је јуна 1999. прогласио другим најуспешнијим певачем, на основу резултата анкете критичара. Французи су га прозвали Le miracle Fischer-Dieskau, а Елизабета Шварцкопф „рођеним Богом који има све”. Веома су му се дивили због његових интерпретативних увида и изузетне контроле инструментима. Извео је и снимио велики број опера. Преко тридесет година доминирао је оперском и концертном платформом.

## Биографија
Рођен је 28. маја 1925. у Берлину, као син директора школе и учитељице. Године 1934. његов отац је додао у презиме Дискау (мајчино презиме, за кога Јохан Себастијан Бах написао Peasant Cantata). Почео је да пева као дете, а формалне часове почео је да похађа са шеснаест година. Када је током Другог светског рата 1943. године позван у Вермахт, да чува коње на Источном фронту, Фишер Дискау је управо завршио средњу школу и један семестар на Берлинском конзерваторијуму. Зиме 1944—45. служио је у гренадирском пуку 146, 65. пешадијске дивизије јужно од Болоње.
Ухваћен је у Италији 1945. године и провео је две године као амерички ратни заробљеник. За то време је у логорима певао Liedа немачким војницима. Имао је брата Мартина, са сметњама у развоју, којег су нацистичке власти послале у установу, где је преминуо од глади. Његова породична кућа је уништена током рата.
Године 1947. се вратио у Немачку, где је започео професионалну каријеру као певач у Баденвајлеру, певајући Јоханесову Брамсову песму Ein Deutsches Requiem без икакве пробе. Свој први Lied одржао је у Лајпцигу у јесен 1947, а убрзо потом је имао врло успешан први концерт. Од почетка каријере сарађивао је са познатим лирским сопранистима, Елизабетом Шварцкопф и Ирмгардом Зифридом, и продуцентом Волтер Легом издајући успешне албуме Франца Шуберта и Хуга Волфа.
Године 1949. оженио се виолончелисткињом Ирмгард Попен, са којом је имао три сина: Матијаса (сценограф), Мартина (диригента) и Мануела (виолончелиста). Преминула је 1963. од компликација након порођаја. Дискау се оженио глумицом Рут Лојверик, са којом је био у браку од 1965. до 1967. године, а затим Кристином Пугел (у браку од 1968. до 1975). Године 1977. оженио се сопраном Јулијом Варади.
Повукао се из опере 1978. године, када је снимио своју завршну оперу Lear, коју је композитор написао на његов предлог. Повукао се из концертне дворане 1993. године и посветио се дириговању, подучавању (посебно тумачењу Liedа), сликању и писању књига. И даље је наступао као рецитатор, читајући, на пример, Штраусова писма Хугу фон Хофмансталу. Постао је почасни члан друштва Роберт Шуман. Преминуо је у сну 18. маја 2012. у Бергу.

## Певачка каријера
На јесен 1948. био је ангажован као главни лирски баритон у општинској опери, Западни Берлин, дебитујући као Поса у Ђузепевој Вердијевој опери Дон Карлос. Ова компанија, позната након 1961. године као Немачка опера, остаће његово радно место до пензионисања, 1978. године.
Гостовао је у оперским кућама у Бечу и Минхену. После 1949. је путовао по Холандији, Швајцарској, Француској и Италији. Године 1951. дебитовао је на фестивалу у Салцбургу са Густавом Малером у Песме дечака луталице под водством Вилхелма Фуртвенглера. Те године је такође дебитовао у Британији, у Ројал Алберт холу у Лондону током британског фестивала. Он се појавио у Фредериковој Делијсовој A Mass of Life. Редовно је учествовао на фестивалу у Бајројту, између 1954. и 1961. и на фестивалу у Салцбургу од 1956. до почетка 1970-их.
Као оперски певач је углавном наступао у Берлину и у баварској државној опери у Минхену. Такође је гостовао у Бечкој државној опери, Краљевској опери, Хамбуршкој државној опери у Јапану и Кинговом позоришту у Единбургу, током фестивала. Прва турнеја била му је у Сједињеним Америчким Државама 1955, када је имао 29 година, концертним дебијем у Синсинатији 15. априла (кантата Јохана Себастијана Баха Ich will den Kreuzstab gerne tragen) и 16. априла (Ein Deutsches Requiem). Његов први амерички Lied, певајући песме Франца Шуберта, одржао се у Сент Полу, 19. априла. Његов деби у Њујорку био је 2. маја у градској кући, где је певао Winterreise.
Године 1951. је са Џералдом Муром направио прве од многих Liedа у Лондону, укључујући комплетну Die schöne Müllerin, а дело су извели 31. јануара 1952. Заједно су одржавали рецитале све док се Мур није повукао из јавног наступа 1967. године. Наставили су, међутим, да снимају заједно до 1972. године, у којој су завршили свој масовни пројекат Шубертових Liedа прикладних за мушки глас. Џералд Мур се у потпуности повукао 1972. и умро 1987. Њихови снимци Die schöne Müllerin и Winterreise су веома цењени, као примери њиховог партнерства.
Изводио је многа дела класичне музике, укључујући Бенџамина Бритна (који је Фишера Дискауа изабрао за солисту приликом писања War Requiem), Самјуела Барбера, Ханса Вернера Хенце, Карла Амадеуса Хартмана (који је за њега написао Gesangsszene), Ернста Кренека, Витолда Лутославког, Зигфрида Матуса, Отмара Шека, Винфрида Зилига, Готфрида фон Ајнема и Ариберта Рајмана. Учествовао је у премијери 1975. и 1993. у снимању кантате Готфрида фон Ајнема Аn die Nachgeborenen, написаној 1973. као комисија Уједињене нације.
Поред Liedа и немачког оперског репертоара, Фишер Дискау је снимао и наступао у италијанским операма. Његови снимци Вердијевог Риголета (заједно са Ренатом Ското) и Дон Карлос, су најпознатији.

## Награде
Током своје каријере критичари су његово музицирање и технику често описивали као беспрекорну. Наведен је највећим светским певачем Liedа, редовно је одржавао концертне у салама широм света до пензионисања крајем 1992. године. Прецизно артикулисана тачност његових наступа, у којима су текст и музика били представљени као равноправни партнери, успоставили су стандарде који постоје и данас. Критичар Јоахим Кајзер је навео да Дискау има само једног заиста озбиљног конкурента, а то је самог себе, који је током деценија постављао нове стандарде, истраживао нове територије и изражавао неочекивана осећања.
- Музичка награда Léonie Sonning 1975.
- Музичка награда Ернст фон Сименс 1980.
- Praemium Imperiale 2002.[17]
- Музичка награда Полар 2005.
- Награда куће славних 2012.[18]
- Национални орден Легије части 1990.
- Добитник пет награда Греми: 1969, 1971, 1976, 1983. и 1988.[19]

## Дискографија

### Песме
- 75 Cantatas
- Christmas Oratorio
- Bluebeard's Castle
- Bluebeard's Castle
- Fidelio
- Fidelio
- Choral Symphony
- Wozzeck
- Lulu
- Ein Deutsches Requiem
- Ein deutsches Requiem
- Ein deutsches Requiem
- Liebeslieder Walzer
- Vier ernste Gesänge
- Die schöne Magelone
- War Requiem
- Doktor Faust
- The Secret Marriage
- Requiem
- Оrfeo ed Euridice
- Orfeo ed Euridice
- Iphigenie in Aulis
- Iphigenie in Aulis
- The Creation
- The Creation
- Elegie für junge Liebende
- Cardillac
- Mathis der Maler
- When lilacs last in the dooryard bloom'd (Requiem "for those we love")
- 44 Lieder
- Carl Loewe Ballads and Lieder
- Loewe: Balladen & Lieder
- Das Lied von der Erde
- Lieder
- Lieder eines fahrenden Gesellen и Des Knaben Wunderhorn
- Lieder eines fahrenden Gesellen и Kindertotenlieder
- Kindertotenlieder
- Rückert-Lieder
- The Magic Flute
- The Magic Flute
- The Magic Flute
- The Marriage of Figaro
- Тhe Marriage of Figaro
- Don Giovanni
- Don Giovanni
- Così fan tutte
- Requiem
- Coronation Mass и Vesperae Solennes De Confessore
- Les contes d'Hoffmann
- Carmina Burana
- Lear
- Gugliemo Tell
- Lebendig begraben
- Notturno
- Lieder
- Deutsche Messe
- Winterreise
- Winterreise
- Winterreise
- Die schöne Müllerin
- Lieder
- Lieder
- Missa Solemnis and Masses in C major and E flat major
- Schwanengesang
- Schwanengesang
- Dichterliebe
- Liederkreise
- St Matthew Passion[20]
- Suite on Verses of Michelangelo Buonarroti и Four Verses of Captain Lebyadkin
- Symphony No. 14
- The Gypsy Baron
- Die Fledermaus
- Elektra
- Lieder
- Arabella
- Die Frau ohne Schatten
- Salome
- Der Rosenkavalier
- Ariadne auf Naxos
- Capriccio
- Un ballo in maschera
- La traviata
- Otello
- Falstaff
- Macbeth
- Aida
- Rigoletto
- Don Carlos
- Don Carlos
- Die Meistersinger von Nürnberg
- Die Meistersinger von Nürnberg
- Lohengrin
- Lohengrin
- Lohengrin
- The Flying Dutchman
- Das Rheingold
- Götterdämmerung
- Tristan und Isolde
- Tristan und Isolde
- Tannhäuser
- Tannhäuser
- Tannhäuser
- Parsifal
- Parsifal
- Frühe Lieder
- Lyric Symphony

### Рецитатор
- Enoch Arden

### Диригент
- Harold in Italy
- Симфонија бр. 4
- Das Lied von der Erde
- Симфонија бр. 5 и 8
- Salome, Ariadne auf Naxos, Die Liebe der Danae, и Capriccio
- Wesendonck Lieder

## Видео
- Winterreise
- Winterreise
- Don Giovanni
- Erlkönig
- Le nozze di Figaro
- Die Zauberflöte
- Don Carlos

## Књиге
- Texte deutscher Lieder. Deutscher Taschenbuchverlag, Munich, 1968.
- Auf den Spuren der Schubert-Lieder. Werden – Wesen – Wirkung. F.A. Brockhaus, Wiesbaden, 1971. ( 3-7653-0248-1) Translated by Kenneth S Whitton as Schubert's Songs: A Biographical Study. Alfred A. Knopf, 1977. ( 0-394-48048-1)
- Wagner und Nietzsche: der Mystagoge und sein Abtrünniger. Deutsche Verlags-Anstalt, Stuttgart, 1974. translated by Joachim Neugroschel as Wagner and Nietzsche. Continuum International, 1976.
- The Fischer-Dieskau Book of Lieder: The Original Texts of over 750 Songs, translated by Richard Stokes and George Bird. Random House, 1977. ( 0-394-49435-0)
- Robert Schumann. Wort und Musik. Das Vokalwerk. Deutsche Verlags-Anstalt, Stuttgart, 1981. translated by Reinhard G. Pauly as Robert Schumann Words and Music: The Vocal Compositions. Hal Leonard, 1992. ( 0-931340-06-3)
- Töne sprechen, Worte klingen: Zur Geschichte und Interpretation des Gesangs. Deutsche Verlags-Anstalt, Stuttgart/Munich, 1985.
- Nachklang. Deutsche Verlags-Anstalt, Stuttgart, 1988. translated by Ruth Hein as Echoes of a Lifetime, Macmillan, London, 1989, and as Reverberations: The Memoirs of Dietrich Fischer-Dieskau. Fromm International, New York, 1989. ( 0-88064-137-1)
- Wenn Musik der Liebe Nahrung ist: Kunstlerschicksale im 19. Jahrhundert. Deutsche Verlags-Anstalt, Stuttgart, 1990.
- Weil nicht alle Blütenträume reifen: Johann Friedrich Reichardt: Hofkapellmeister dreier Preussenkönig. Deutsche Verlags-Anstalt, Stuttgart, 1993.
- Fern die Klage des Fauns. Claude Debussy und seine Welt. Deutsche Verlags-Anstalt, Stuttgart, 1993.
- [Paintings and drawings 1962–1994, a selection]. Nicolaische Verlagsbuchhandlung Beuermann, Berlin, 1994.
- Schubert und seine Lieder. Deutsche Verlags-Anstalt, Stuttgart, 1996.
- Carl Friedrich Zelter und das Berliner Musikleben seiner Zeit. Nicolai Verlag Berlin, 1997.
- Die Welt des Gesangs. J.B. Metzler Verlag, Stuttgart, 1999.
- Zeit eines Lebens – auf Fährtensuche. Deutsche Verlags-Anstalt, Stuttgart, 2000.
- Hugo Wolf. Leben und Werk. Henschel Verlag, Kassel, 2003.
- Musik im Gespräch: Streifzüge durch die Klassik mit Eleonore Büning. List Taschenbuch Verlag, Berlin, 2005.
- Goethe als Intendant: Theaterleidenschaften im klassischen Weimar. Deutscher Taschenbuch Verlag, Stuttgart, 2006.
- Johannes Brahms: Leben und Lieder. List Taschenbuch Verlag, Berlin, 2008.
- Jupiter und ich: Begegnungen mit Furtwängler. Berlin University Press, 2009.

## Литературе
- Neunzig, Hans A. Dietrich Fischer-Dieskau  Trans. Kenneth S Whitton. Gerald Duckworth & Co, 1998. ( 0-7156-2818-6)
- Whitton, Kenneth S. Dietrich Fischer-Dieskau: Mastersinger Holmes & Meier Publishers, 1981. ( 0-8419-0728-5)